# Норвегія на зимових Паралімпійських іграх 1980
Норвегія на зимових Паралімпійських іграх 1980 року, що проходили в норвезькому місті Єйлу, була представлена 37 спортсменом (27 чоловіками та 10 жінками). Норвезькі паралімпійці завоювали 54 медалі, з них 23 золотих, 21 срібну та 12 бронзових. Паралімпійська збірна Норвегії посіла перше загальнокомандне місце.

## Медалісти
| Медаль | Призери                                                        | Вид спорту          | Дисципліна                         |
| ------ | -------------------------------------------------------------- | ------------------- | ---------------------------------- |
| Золото | Като Заль Педерсен                                             | Гірськолижний спорт | слалом, 3B (чоловіки)              |
| Золото | Като Заль Педерсен                                             | Гірськолижний спорт | гігантський слалом, 3B (чоловіки)  |
| Золото | Ерік Сандбротен                                                | Ковзанярський спорт | 100 м, I (чоловіки)                |
| Золото | Ерік Сандбротен                                                | Ковзанярський спорт | 500 м, I (чоловіки)                |
| Золото | Відар Йонсен                                                   | Ковзанярський спорт | 100 м, II (чоловіки)               |
| Золото | Відар Йонсен                                                   | Ковзанярський спорт | 500 м, II (чоловіки)               |
| Золото | Рольф Еєн                                                      | Ковзанярський спорт | 1500 м, I (чоловіки)               |
| Золото | Карл Генрік Сіманн                                             | Ковзанярський спорт | 1500 м, II (чоловіки)              |
| Золото | Бріт Мйосунд Еєн                                               | Ковзанярський спорт | 100 м, IV (жінки)                  |
| Золото | Бріт Мйосунд Еєн                                               | Ковзанярський спорт | 500 м, IV (жінки)                  |
| Золото | Бріт Мйосунд Еєн                                               | Ковзанярський спорт | 800 м, IV (жінки)                  |
| Золото | Карі Аронсен                                                   | Ковзанярський спорт | 100 м, V (жінки)                   |
| Золото | Карі Аронсен                                                   | Ковзанярський спорт | 500 м, V (жінки)                   |
| Золото | Карі Аронсен                                                   | Ковзанярський спорт | 800 м, V (жінки)                   |
| Золото | Ерік Сандбротен                                                | Лижні перегони      | 5 км, 5 (чоловіки)                 |
| Золото | Като Заль Педерсен                                             | Лижні перегони      | 10 км, 3B (чоловіки)               |
| Золото | Мортен Лангеред                                                | Лижні перегони      | 10 км, 5A (чоловіки)               |
| Золото | Гейр Вегард Алієн                                              | Лижні перегони      | 10 км, 5B (чоловіки)               |
| Золото | Ганс Антон Олієн Гейр Вегард Алієн Тер'є Левос Мортен Лангеред | Лижні перегони      | естафета 4х10 км, 5A-5B (чоловіки) |
| Золото | Бріт Мйосунд Еєн                                               | Лижні перегони      | 5 км, 5 (жінки)                    |
| Золото | Бріт Мйосунд Еєн                                               | Лижні перегони      | 10 км, 5 (жінки)                   |
| Срібло | Рольф Еєн                                                      | Ковзанярський спорт | 100 м, I (чоловіки)                |
| Срібло | Рольф Еєн                                                      | Ковзанярський спорт | 500 м, I (чоловіки)                |
| Срібло | Карл Генрік Сіманн                                             | Ковзанярський спорт | 100 м, II (чоловіки)               |
| Срібло | Карл Генрік Сіманн                                             | Ковзанярський спорт | 500 м, II (чоловіки)               |
| Срібло | Олав Гейр Кіркебо                                              | Ковзанярський спорт | 100 м, III (чоловіки)              |
| Срібло | Олав Гейр Кіркебо                                              | Ковзанярський спорт | 500 м, III (чоловіки)              |
| Срібло | Пауль Якобсен                                                  | Ковзанярський спорт | 1500 м, I (чоловіки)               |
| Срібло | Відар Йонсен                                                   | Ковзанярський спорт | 1500 м, II (чоловіки)              |
| Срібло | Сільва Олсен                                                   | Ковзанярський спорт | 100 м, IV (жінки)                  |
| Срібло | Сільва Олсен                                                   | Ковзанярський спорт | 500 м, IV (жінки)                  |
| Срібло | Бенте Гренлі                                                   | Ковзанярський спорт | 100 м, V (жінки)                   |
| Срібло | Бенте Гренлі                                                   | Ковзанярський спорт | 500 м, V (жінки)                   |
| Срібло | Бенте Гренлі                                                   | Ковзанярський спорт | 800 м, V (жінки)                   |
| Срібло | Карін Ендсйо Гансен                                            | Ковзанярський спорт | 800 м, IV (жінки)                  |
| Срібло | Тер'є Левос                                                    | Лижні перегони      | 10 км, 5A (чоловіки)               |
| Срібло | Карі Геггум                                                    | Лижні перегони      | 5 км, 5A (жінки)                   |
| Срібло | Карі Геггум                                                    | Лижні перегони      | 10 км, 5A (жінки)                  |
| Срібло | Ауд Бернтсен                                                   | Лижні перегони      | 5 км, 5B (жінки)                   |
| Срібло | Ауд Бернтсен                                                   | Лижні перегони      | 10 км, 5B (жінки)                  |
| Срібло | Ауд Бернтсен Ауд Грундвік Карі Геггум Ауд Єнсен                | Лижні перегони      | естафета 4х10 км, 5A-5B (жінки)    |
| Бронза | Пауль Якобсен                                                  | Ковзанярський спорт | 500 м, I (чоловіки)                |
| Бронза | Ерік Сандбротен                                                | Ковзанярський спорт | 1500 м, I (чоловіки)               |
| Бронза | Егіль Йонсен                                                   | Ковзанярський спорт | 1500 м, II (чоловіки)              |
| Бронза | Карін Ендсйо Гансен                                            | Ковзанярський спорт | 100 м, IV (жінки)                  |
| Бронза | Карін Ендсйо Гансен                                            | Ковзанярський спорт | 500 м, IV (жінки)                  |
| Бронза | Сільва Олсен                                                   | Ковзанярський спорт | 800 м, IV (жінки)                  |
| Бронза | Торбйорн Фосс                                                  | Лижні перегони      | 10 км, 5A (чоловіки)               |
| Бронза | Ганс Антон Олієн                                               | Лижні перегони      | 10 км, 5B (чоловіки)               |